# Scyllinula variabilis
Scyllinula variabilis är en insektsart som först beskrevs av Bruner, L. 1900.  Scyllinula variabilis ingår i släktet Scyllinula och familjen gräshoppor. Inga underarter finns listade i Catalogue of Life.